# Burgstall (Guebwiller)

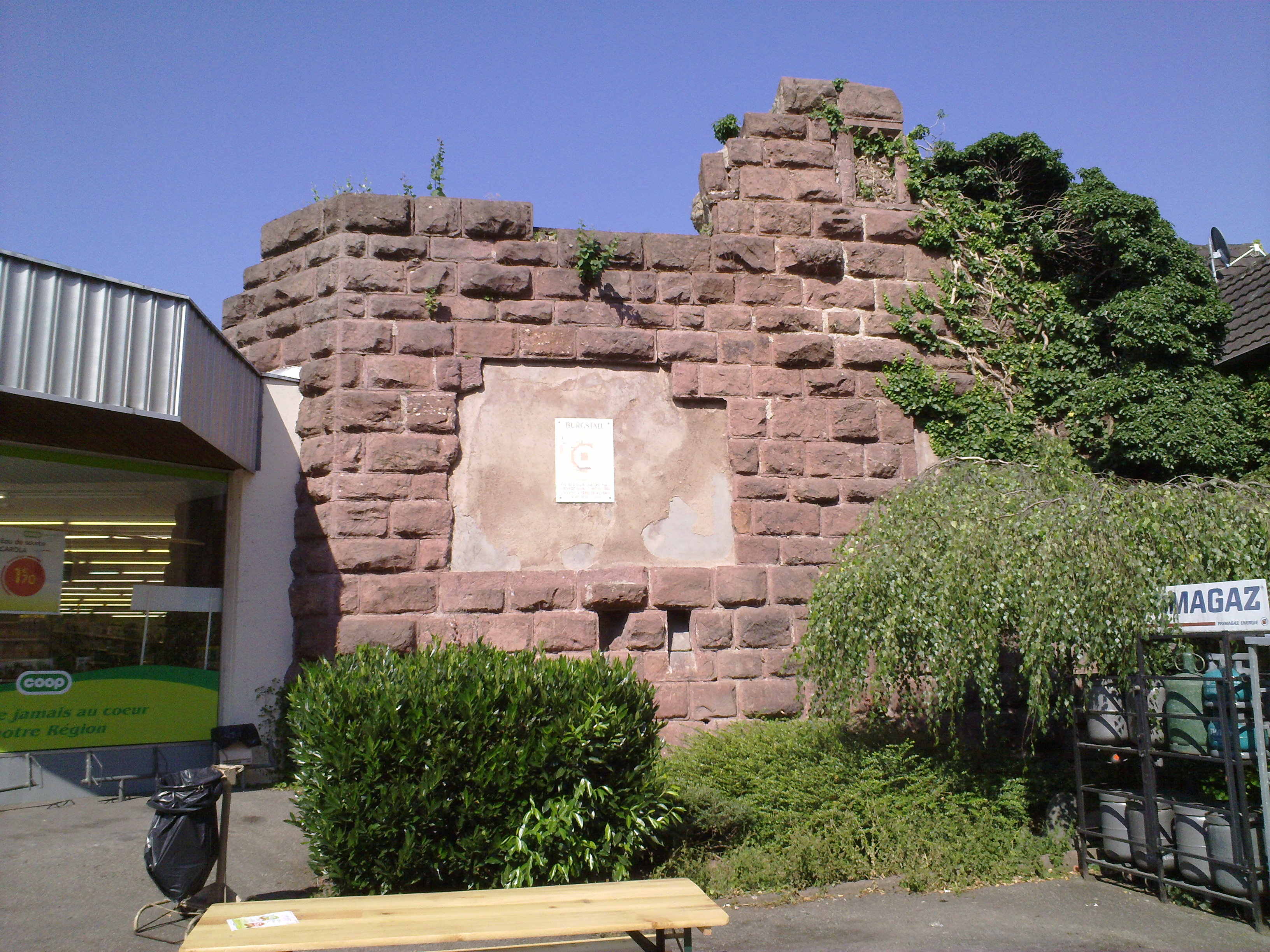
Mauerrest des Burgstalls

Der Burgstall (französisch Château du Burgstall oder kurz Le Burgstall) ist die Ruine einer Niederungsburg im Ortskern der elsässischen Gemeinde Guebwiller (deutsch Gebweiler) im Département Haut-Rhin. Gemeinsam mit Hugstein, dem sogenannten Oberlinger, Angreth und Hungerstein war sie eine von insgesamt fünf Befestigungen in der und um die Ortschaft.
Die Anlage war ein Lehen des Klosters Murbach und lag bis zur Französischen Revolution in deren Amt Gebweiler (Vogtei Gebweiler). Sie besaß einen in Europa seltenen oktogonalen Grundriss. Mit einem Durchmesser von etwa 22,4 Metern war sie jedoch die kleinste von drei Achteck-Anlagen im Elsass.

## Geschichte
Von den Anfängen der Burg ist bisher nichts bekannt. Ihre Erbauung erfolgte vielleicht zwischen 1225 und 1235. Guebwiller gehörte zu jener Zeit zwar zur Herrschaft des Klosters Murbach, es ist jedoch unwahrscheinlich, dass der Murbacher Abt selbst der Bauherr war, denn dieser ließ sich um 1230 bereits die nahe gelegene Burg Hugstein als Amtssitz errichten. Es ist wahrscheinlicher, dass die Anlage von einem mit Guebwiller eng verbundenen Dienstmannengeschlecht des Klosters gegründet wurde. Ihre erste urkundliche Erwähnung als domus erfolgte im Jahr 1270, als der murbachische Dienstmann Peter von Ungersheim seinen Anteil an der Anlage für 50 Silbermark an den Murbacher Abt Berthold von Steinbronn verkaufte. Kurz vor 1271 wurde die Burg dann in die Ortsbefestigung Guebwillers einbezogen.
Aufgrund von familiären Auseinandersetzungen wurde die Familie von Ungersheim 1288 ihres Lehens enthoben, erhielt es aber anschließend wieder zurück und blieb bis in das 15. Jahrhundert im Besitz der Burg. Spätestens 1454 waren die Herren von Ostein Lehnsnehmer der Anlage, die jedoch im 15. Jahrhundert bereits verfiel und Burgstall genannt wurde. 1473 erteilte der Murbacher Abt dem Gebweiler Bürger Clewi Fischer (auch Vischer geschrieben) die Erlaubnis, das Areal neu zu bebauen. Fischer errichtete unter Verwendung noch vorhandener Mauerreste einen Neubau im Stil der Spätgotik.
1693 kauften die Antoniter aus Issenheim die Parzelle mit einem darauf stehenden alten Turm, der spätestens 1698 abgerissen wurde, um Baumaterial für andere Gebäude auf dem Areal zu gewinnen. 1702 veräußerte der Orden den Besitz wieder. Die Burg wurde vollständig überbaut und geriet in Vergessenheit. Erst durch Abbrüche im Jahr 1972 wurde ein Stück der Ringmauer wieder sichtbar. Darauf folgten Ausgrabungen, durch welche die ungewöhnliche oktogonale Form der Burg ergraben wurde. Heute sind die oberirdischen Reste der Anlage in den Neubau eines Supermarkts integriert.

## Beschreibung

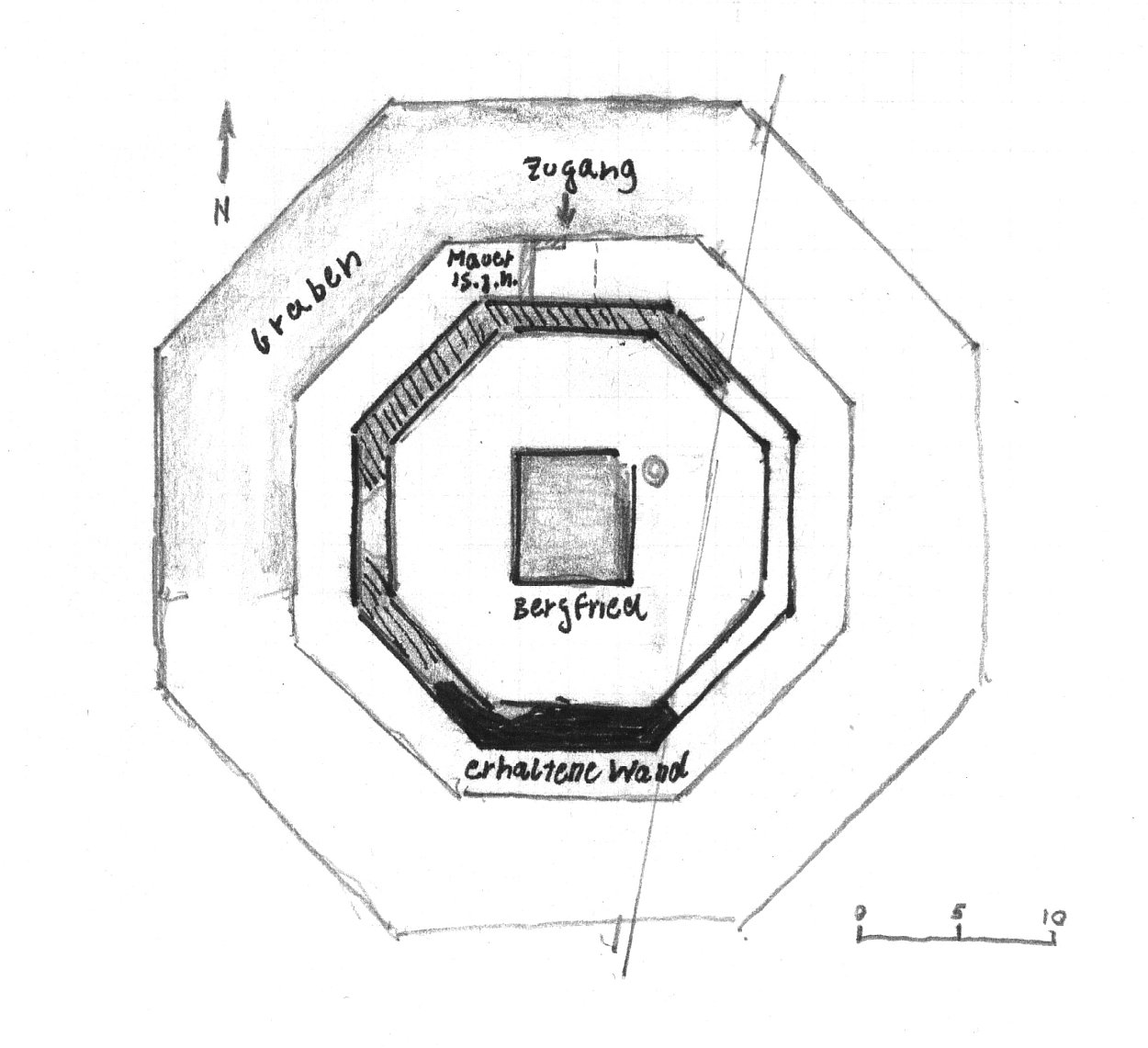
Grundrissskizze des Burgstalls

Die Burg war eines der seltenen Exemplare einer oktogonalen Burganlage aus dieser Zeit. Dies traf sonst nur noch auf die elsässischen  Burg Egisheim und die Burg Wangen, das Schloss Kilchberg in Tübingen, die westfälische Holsterburg sowie das Castel del Monte in Apulien zu.
Die Gebweiler Burg besaß einen fast quadratischen, 6,70 × 6,55 Meter messenden Bergfried in ihrem Zentrum, an dessen Ostseite ein Brunnen lag. Der Turm war von einer achteckigen Ringmauer mit einer Seitenlänge von 9,35 Metern umgeben. Das Fundament der Mauer war 2,18 Meter dick, die Partie darüber wies eine Stärke von 1,75 Meter auf. Bis zu einer Höhe von etwa 40 cm war sie aus Kleinquaderwerk gemauert, darüber bestand ihre Außenseite aus Buckelquadern aus rotem Sandstein. Die Innenseite der Mauer war mit Glattquadern verkleidet. Fast alle Quader des erhaltenen etwa neun Meter hohen Reststücks sind mit Steinmetzzeichen markiert, und viele von ihnen weisen Wolfslöcher auf. In der Mauerstärke ist der Ablauf eines Aborterkers erhalten. Das Teilstück des Berings diente zugleich als Außenmauer eines Gebäudes. Davon zeugten zur Zeit der Ausgrabung in den 1970er Jahren noch Fenstergewände, die heute jedoch nicht mehr vorhanden sind.
An der Westseite der Anlage lag vor der Ringmauer eine 3,5 Meter breite Berme, die von einem steil geböschten Wassergraben umgeben war. Dieser war 4,5 bis 5 Meter tief und besaß an der Oberfläche eine Breite von 7,5 Metern. Die Ausgrabung zeigte, dass er bereits im 15. Jahrhundert verfüllt gewesen war. Vor dem Graben befanden sich ein Wall und eine Palisade. Das Burgtor lag wohl an der Nordseite der Anlage. Dort wird auch die Vorburg vermutet. Da bei den Ausgrabungen kein weiteres Mauerwerk gefunden wurde, ist davon auszugehen, dass die übrigen Gebäude der Burg aus Holz bestanden.
Durch den Vergleich der Buckelquaderformen und durch die Ähnlichkeit mit der Burg Egisheim wird die Errichtung der Gebweiler Burg auf das erste Drittel des 13. Jahrhunderts datiert. Gestützt wird diese Annahme durch Keramikfunde, die vom Beginn des 13. Jahrhunderts stammen.